# Carnisse (buurtschap)
Carnisse is een voormalige buurtschap in de gemeente Barendrecht in Zuid-Holland. De buurtschap lag rond de Voordijk en de Carnisseweg.

## Geschiedenis
Carnisse was ook de naam van een ambachtsheerlijkheid, die een leen was van de baronie van de Merwede. In 1483 was de ambachtsheerlijkheid in bezit van de familie van Loon; later is deze overgegaan op de familie van Boetzelaer. In 1736 is de ambachtsheerlijkheid verkocht voor 36.300 gulden aan Diederik van Leyden, heer van Vlaardingen en Vlaardingerambacht. Omdat de familie Van Leyden ook al ambachtsheer was van West-Barendrecht zijn deze beide heerlijkheden daarna gezamenlijk bestuurd en met invoering van de gemeenten ook als gemeente West-Barendrecht op de kaart gezet. Van der Aa vermeldt in 1846 voor Carnisse een oppervlakte van 400 bunders en rond de 400 inwoners, die voornamelijk leven van akkerbouw en vlasteelt, maar ook van de visvangst, met name zalmvisserij.

## 21e eeuw
Rond de buurtschap is in 1997 een Vinex-locatie gerealiseerd, Carnisselande genaamd. Van de Carnisseweg resteert een klein gedeelte tussen de Gdansk en de Voordijk en tussen de Kilweg en de Achterzeedijk; in zijn oorspronkelijke loop verbond de Carnisseweg de Achterzeedijk met (een nu verdwenen gedeelte van) de Charloisse Lagendijk. De bebouwing rond de Voordijk is voor een groot deel bewaard gebleven.